# 河清镇
河清镇，是中华人民共和国四川省绵阳市安州区下辖的一个乡镇级行政单位。2019年12月，撤销永河镇和迎新乡，将其所属行政区域划归河清镇管辖，河清镇人民政府驻河永干道89号。

## 行政区划
河清镇下辖以下地区：
富乐社区、桂花村、年丰村、宝华村、广红村、前锋村、白马村、金光村和荣华村。